# Jan Fulík
Jan Fulík (18. dubna 1897 Jarošov – 21. července 1958 Praha) byl československý politik a meziválečný poslanec Národního shromáždění.

## Biografie
Vystudoval Vysokou školu zemědělskou v Praze, poté studoval České učení pro službu konsulární a diplomatickou při Právnické fakultě Univerzity Karlovy. Od roku 1919 byl členem výkonného výboru agrární
strany a do roku 1926 byl jednatelem-tajemníkem její Zemské jednoty pro Moravu. Od roku 1926 zastával funkci zemského tajemníka agrární strany na Moravě v Brně. Byl členem výboru Živočišného syndikátu, odboru Cetrokooperativy a Říšského svazu chovatelů
vepřů. Byl rovněž náčelníkem Selských jízd. Profesí byl podle údajů z roku 1935 rolníkem. Bydlel v Brně.
V parlamentních volbách v roce 1935 byl za Republikánskou stranu zemědělského a malorolnického lidu (agrárníky) zvolen do Národního shromáždění. Poslanecké křeslo si oficiálně podržel do zrušení parlamentu roku 1939, přičemž ještě v prosinci 1938 přestoupil do poslaneckého klubu nově utvořené Strany národní jednoty.
Zemřel 21. července 1958 v Praze.